# 嚴參
嚴參（？—？），字少鲁，号三休居士，邵武（今屬福建）人，南宋詞人。

## 生平
生卒年均不詳，約宋寧宗年間人，與嚴羽、嚴仁並稱“邵武三嚴”，少與人交往，有人勸他廣交知已，则掩耳不答。工於詩詞，《全宋词》存其词二首。